# Saint-Georges-Armont
Saint-Georges-Armont is een gemeente in het Franse departement Doubs (regio Bourgogne-Franche-Comté) en telt 114 inwoners (2009). De plaats maakt deel uit van het arrondissement Montbéliard.

## Geografie
De oppervlakte van Saint-Georges-Armont bedraagt 4,7 km², de bevolkingsdichtheid is dus 24,3 inwoners per km².
De onderstaande kaart toont de ligging van Saint-Georges-Armont met de belangrijkste infrastructuur en aangrenzende gemeenten.

## Demografie
Onderstaande figuur toont het verloop van het inwonertal (bron: INSEE-tellingen).